# Reactor (revista)
Reactor, antigament Tor.com, és una revista en línia de ciència-ficció i fantasia publicada per Tor Books, una divisió de Macmillan Publishers. La revista publica articles, ressenyes, ficció curta original, relectures i comentaris sobre ficció especulativa. A diferència de les revistes impreses tradicionals com ara Asimov's o Analog, publica ficció en línia que es pot llegir gratuïtament.
Reactor es va fundar (com a Tor.com) el juliol de 2008 i va canviar el seu nom a Reactor el 23 de gener de 2024.

## Recepció
Gardner Dozois va qualificar Tor.com com "un dels llocs web de gènere més genials i eclèctics d'Internet". El 2011 va considerar que la seva producció de ficció curta aquell any era més feble del que és habitual, però va dir que encara era un lloc fascinant per visitar. El 2014 Daniel Walter de The Guardian va comentar sobre un "renaixement digital" en la ciència-ficció curta, i va citar una nova generació de revistes en línia, incloent-hi Lightspeed, Strange Horizons, Tor.com i Escape Pod, com a entitats que havien transformat el gènere. D'aquestes, va descriure Tor.com com "la campiona regnant de les revistes de ciència-ficció". Va destacar l'àmplia gamma de la seva producció i va dir que havia publicat "molts dels nous talents més emocionants" com ara Maria Dahvana Headley i Karin Tidbeck.

## Premis
Tor.com ha guanyat vuit Premis Locus a la Millor Revista (2015, 2017–23), trencant una ratxa de 40 anys en què la categoria només la van guanyar Asimov's i F&SF (a més de la mateixa Locus). Per la seva direcció artística, Irene Gallo va rebre el Premi Mundial de Fantasia Especial per Treball Professional del 2014.
També hi ha hagut diverses col·leccions premiades de contingut de Tor.com. Les ressenyes i comentaris de Jo Walton es van recopilar als llibres What Makes This Book So Great i An Informal History of the Hugos, amb el primer guanyant el Premi Locus 2014 a la Millor No-Ficció, i el segon nominat als Premis Hugo i Locus 2019. L'antologia de ficció, Worlds Seen in Passing: 10 Years of Tor.com Short Fiction, va guanyar el World Fantasy Award for Best Anthology el 2019.